# 信號山 (伊利諾伊州)
信號山（英語：Signal Hill）是位於美國伊利諾伊州聖克萊爾縣的一個非建制地區。該地的面積和人口皆未知。

## 地理
信號山的座標為38°34′38″N 90°03′24″W / 38.57722°N 90.05667°W，而該地的平均海拔高度為179米（即587英尺）。